# Spite house

Une spite house (littéralement une « maison du dépit » ou « construite par dépit ») est un bâtiment construit ou modifié dans le but d'irriter les voisins ou des personnes qui ont des intérêts immobiliers à proximité. Le plus souvent, elles obstruent des passages qui mènent à des bâtiments proches, bloquent la lumière naturelle ou expriment un défi. L'un des premiers exemples connus aux États-Unis remonte à 1806. L'occupation des lieux n'étant pas leur objet principal, ces maisons présentent souvent une ergonomie déficiente ou manquent d'esthétique.
Le nombre de spite houses est minime au XXIe siècle où les dispositions du type des documents techniques unifiés (ou codes du bâtiment) interdisent toute construction qui réduit la jouissance des lieux ou l'intimité des voisins,.

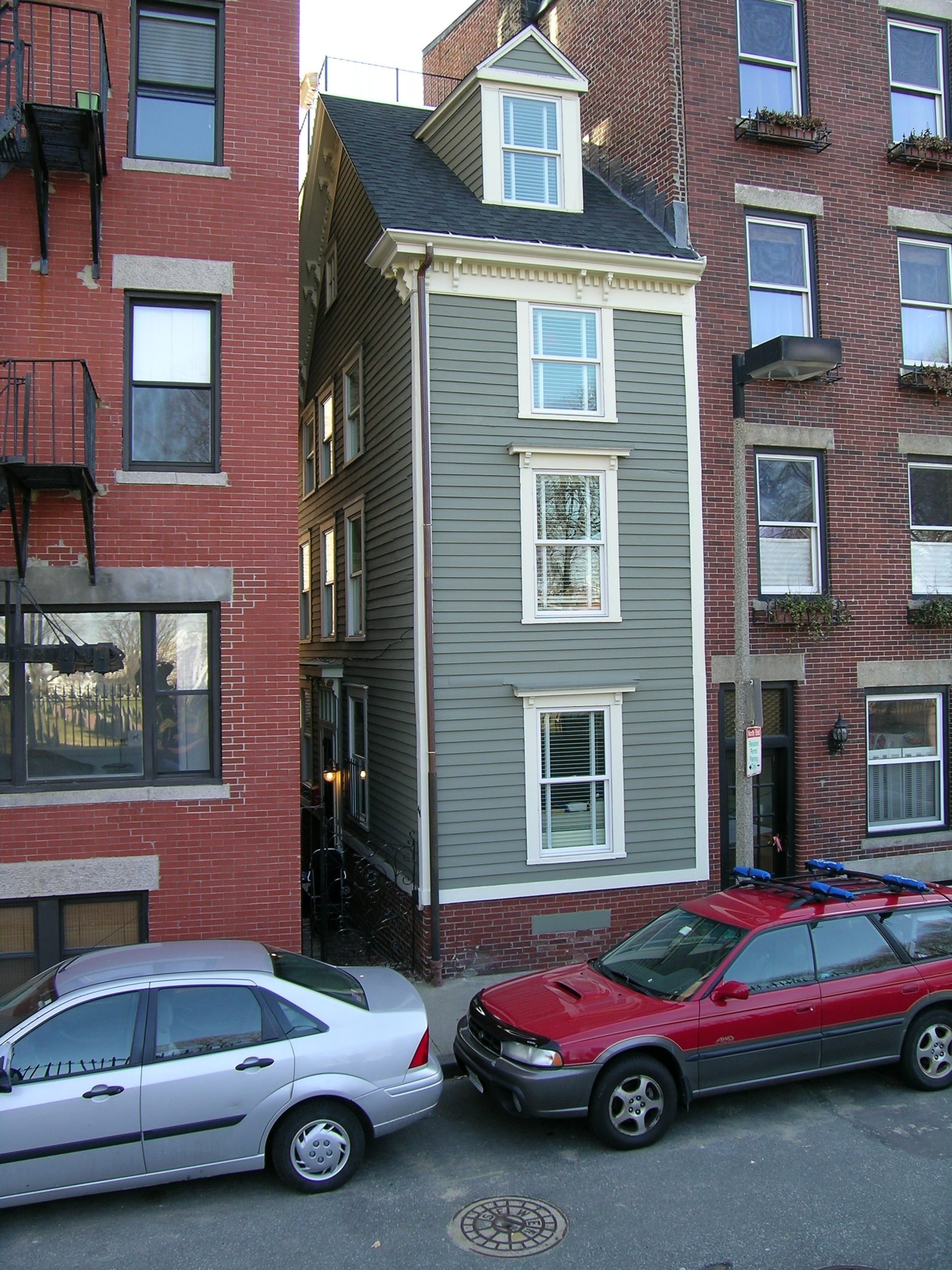
La Skinny House, une maison de quatre étages à Boston, au Massachusetts. Conçue au départ comme spite house, elle serait la maison la plus étroite de Boston.

## Exemples

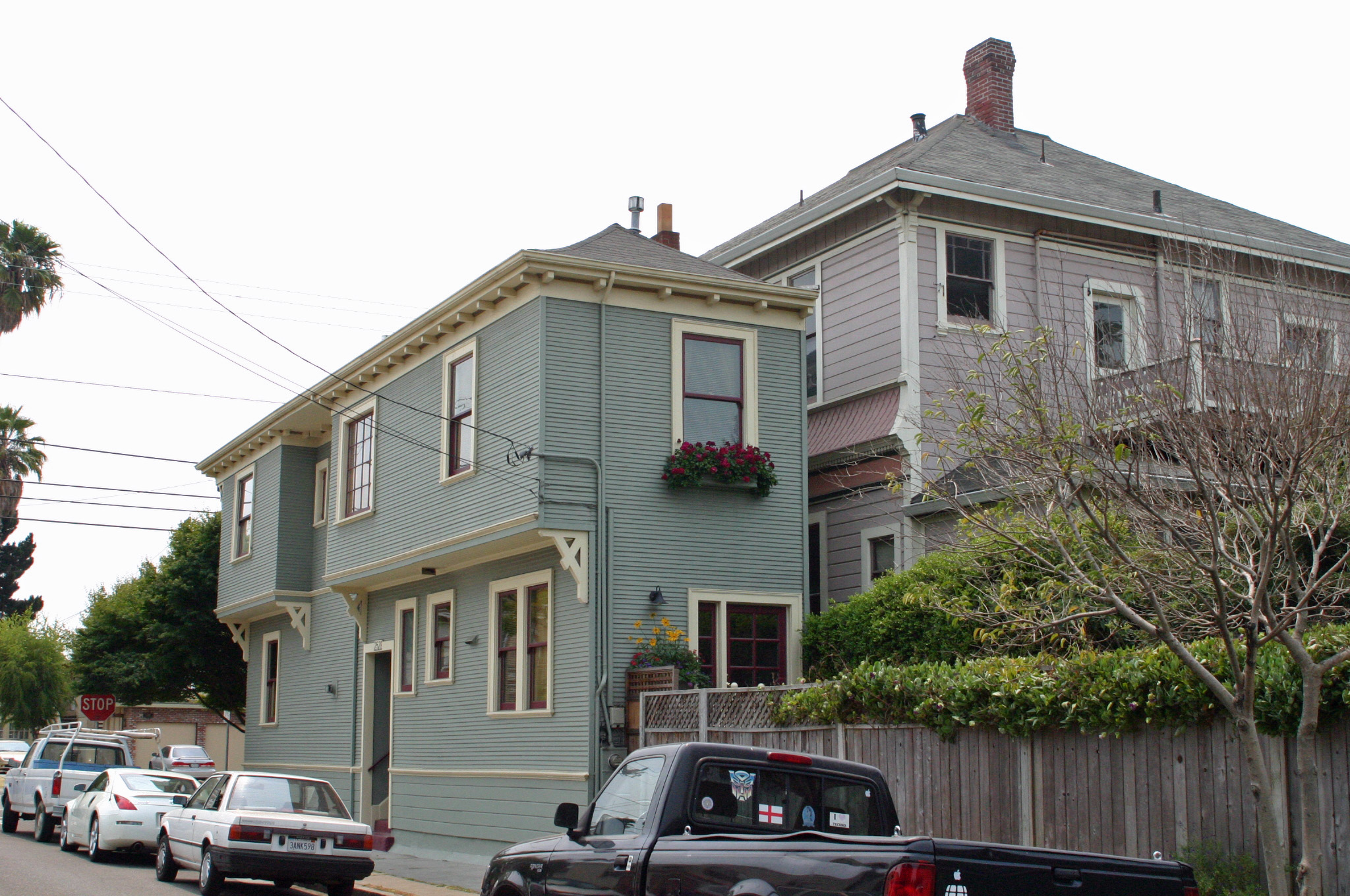
Une spite house à Alameda, en Californie. Le bâtiment vertical le plus près des automobiles bloque la lumière à la maison qui se trouve à la droite et obstrue le passage vers la rue.

Au début du XXe siècle, un citoyen d'Alameda, en Californie, a voulu construire une grande maison sur un terrain reçu en héritage. La ville a cependant requis une grande partie du terrain pour une rue. De dépit envers la ville et un voisin, le propriétaire a construit sur le terrain restant une maison de 3 m de profondeur, 16 m de longueur et 6,1 m de hauteur.